# Stephan von Ritter zu Groenesteyn

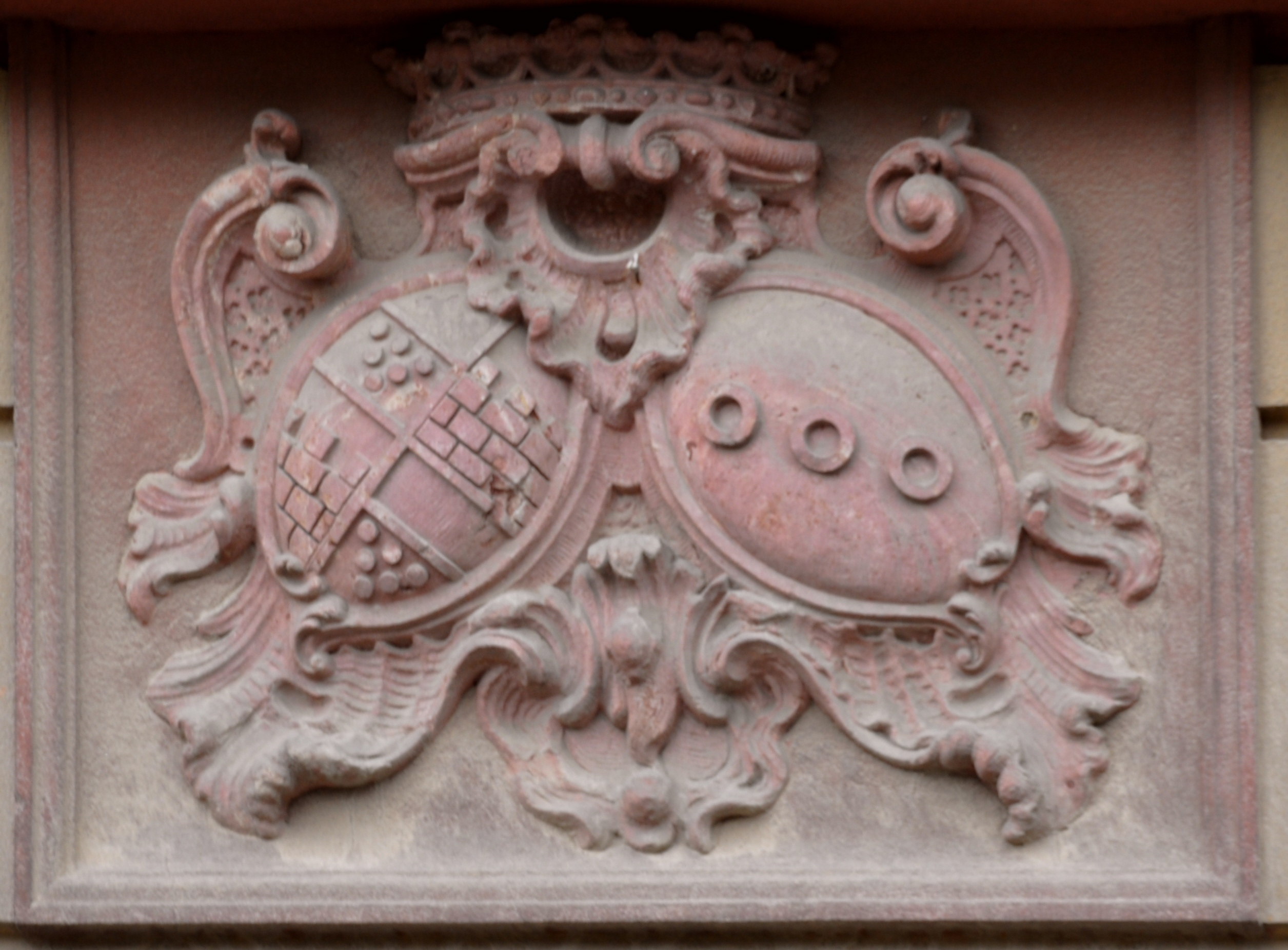
Allianzwappen Stephan von Ritter zu Groensteyn und Anna Ursula von Schwalbach

Stefan de Ridder van Groenesteyn, ab 1640 von Ritter zu Groenesteyn (* 1606 auf Burg Groenesteijn bei Utrecht; † 16. November 1657 in Kiedrich) war ein niederländischer Soldat. Er war kaiserlicher Offizier, Geheimer Rat und Kapitän der kurfürstlichen Leibgarde in Mainz.

## Leben
Stephan von Ritter zu Groenesteyn war der Sohn des Cornelis de Ridder van Groensteyn (um 1560–1618, Herr auf Groenesteijn) und dessen Gemahlin Catharina van Schajck. Ihr Familiensitz war die Burg Groenesteijn nahe Utrecht.
Am 20. Januar 1640 heiratete er im Mainzer Dom Anna Ursula von Schwalbach (1612–1649), Erbtochter des Wolff Adam Freiherr von Schwalbach und der Anna Juliana von Eltz, sowie Enkelin des Gernand von Schwalbach (1545–1601), kurmainzischen und fuldischen Rats, sowie Amtmanns zu Königstein. Mit der Heirat kam Stephan zu erheblichem Grundvermögen in Kiedrich und Rüdesheim, wurde Besitzer eines Lehnguts in Hohenstein und legte den Grundstein für seine Nachkommen in Kurmainz:
Casimir Philipp Ägidius  (1641–1684, Kurmainzer Truchseß)
Caspar Wilhelm (1643–1729, Hofgerichtspräsident), Daniel (1646–1710, Reichskammergerichtspräsident) und  Anna Maria Juliana  (1649–1729).
Bei ihrer Geburt starb ihre Mutter. Stephans zweite Ehefrau Anna Catharina von Schönborn starb Anfang 1658, ebenfalls im Kindbett. Sie war eine Tochter des Georg von Schönborn († 1654), kurmainzischen Amtmanns und Burggrafen in Mainz, und der Ursula Philippina von der Leyen, sowie eine Verwandte des Mainzer Kurfürsten (ab 1647) Johann Philipp von Schönborn (1605–1673).

### Wirken
Stephan kam 1627 während des Dreißigjährigen Krieges zur Kaiserlichen Armee und wurde 1638 zum Kapitän der Leibgarde des Mainzer Kurfürsten Anselm Casimir Wambolt von Umstadt ernannt. 1640 wurde er kaiserlicher Rittmeister. Er war auch Kriegsrat.
Am 23. November 1648 wurde er in die Reichsritterschaft Kanton Mittelrhein aufgenommen und am 26. Februar 1653 in den Reichsfreiherrenstand erhoben.
Stephan und seine Frau fanden ihre letzte Ruhestätte im Beinhaus der Michaelskapelle zu Kiedrich.